# Stefan Holzner
Stefan Holzner né le 20 mai 1968 à Bad Reichenhall en Allemagne est un triathlète professionnel, champion d'Allemagne moyenne distance en 2004 et multiple vainqueur sur triathlon Ironman.

## Biographie

### Jeunesse
Stefan Holzner est formé pour jouer au tennis dans sa jeunesse, à l'âge de 16 ans il est champion junior de Bavière et un des plus prometteur joueur de tennis d'Allemagne, mais il  se lance dans le triathlon pour améliorer son adresse sur le terrain. Il choisit de s'adonner finalement à ce sport un an plus tard.

### Carrière en triathlon
Stefan Holzner  commence le triathlon en 1988, puis passe professionnel en 1989, il remporte durant sa carrière deux fois l'Ironman Allemagne à Francfort et également deux fois l'Ironman Nouvelle-Zélande. Son point fort se trouve dans la partie cycliste et son record en Ironman est de 8 h 9 min 29 s réalisé en 1999. Ses trois dernières années de sportif, il appartenait à l'équipe Opel-Triathlon Team. En 2004, il devient champion d'Allemagne moyenne distance de triathlon.

### Vie privée et professionnelle
Stefan Holzner  est marié depuis 1997 et a deux enfants. En 2006, il a terminé sa carrière sportive. Depuis, il dirige un hôtel dans la région de Bad Reichenhall où il apprend aux triathlètes à s'alimenter de manière différente pour leur préparation au triple effort,.

## Palmarès
Le tableau présente les résultats les plus significatifs (podium) obtenus sur le circuit national et international de triathlon depuis 1995.
| Année | Compétition                             | Pays             | Position           | Temps           |
| ----- | --------------------------------------- | ---------------- | ------------------ | --------------- |
| 2004  | Ironman Allemagne                       | Allemagne        | Médaille d'or      | 8 h 11 min 43 s |
| 2004  | Championnat d'Allemagne de triathlon MD | Allemagne        | Médaille d'or      | Timing          |
| 2003  | Ironman Allemagne                       | Allemagne        | Médaille d'or      | 8 h 12 min 27 s |
| 2002  | Ironman Canada                          | Canada           | Médaille de bronze | 8 h 43 min 54 s |
| 2002  | Ironman Lanzarote                       | Espagne          | Médaille d'argent  | 8 h 56 min 23 s |
| 2001  | Ironman Nouvelle-Zélande                | Nouvelle-Zélande | Médaille de bronze | 8 h 30 min 5 s  |
| 2000  | Ironman Canada                          | Canada           | Médaille d'argent  | 8 h 42 min 56 s |
| 2000  | Ironman Lanzarote                       | Espagne          | Médaille d'argent  | 8 h 49 min 17 s |
| 1999  | Ironman Autriche                        | Autriche         | Médaille d'argent  | 8 h 9 min 29 s  |
| 1998  | Ironman Autriche                        | Autriche         | Médaille d'or      | Timing          |
| 1997  | Ironman Nouvelle-Zélande                | Nouvelle-Zélande | Médaille d'argent  | 8 h 46 min 9 s  |
| 1996  | Ironman Nouvelle-Zélande                | Nouvelle-Zélande | Médaille d'or      | 8 h 54 min 10 s |
| 1995  | Ironman Nouvelle-Zélande                | Nouvelle-Zélande | Médaille d'or      | 8 h 51 min 6 s  |